# Canon EOS 5D Mark II
5D 5D Mark III
Le Canon EOS 5D Mark II est un appareil photographique reflex numérique à objectif interchangeable équipé d'un capteur 24 × 36 de 21 mégapixels, annoncé le 17 septembre 2008 et retiré du catalogue Canon japonais à la fin décembre 2012 puis du catalogue français à la mi-mars 2013.
Il permet, pour la première fois sur ce type d'appareil, de filmer en vidéo HD 1080p (1920×1080 pixels).
Dès sa sortie en 2008, ses capacités à enregistrer la vidéo en HD 1080p l'ont rapidement fait adopter par les professionnels de l'audiovisuel et les vidéastes car il coûtait alors bien moins cher qu'une caméra HD 1080p à objectif interchangeable, environ 2 900 € pour le boitier EOS 5D Mark II et plus de 15 000 € pour une caméra HD (uniquement pro à cette époque). De plus, son capteur 24 × 36 permet une sensibilité et une profondeur de champ réduite jusqu'alors inconnues en vidéo dans cette gamme de prix. Cela explique son extraordinaire succès, notamment chez les réalisateurs de courts-métrages à faible budget et le changement dans la manière de filmer de la part des vidéastes, adoptant la tant convoitée image « cinéma » (non pas en résolution mais en esthétique), si recherchée depuis des années, que les caméras vidéo ne parvenaient à restituer que très faiblement.
Canon a reçu, pour ce boîtier, le prix TIPA (Technical Image Press Association) du meilleur reflex « expert » en 2009.

## Caractéristiques
- Boîtier : Reflex numérique en alliage de magnésium à objectifs interchangeables de monture EF
- Capteur : CMOS avec matrice de Bayer (RVB) de 35,8 × 23,9 mm (format 24×36) et système EOS de nettoyage intégré avec traitement fluorine
- Processeur d'images : DIGIC 4
- Définition : 21 millions de pixels[1]. L'information de couleur est codée sur 14 bits.
- Ratio image : 3:2
- Taille de l'image :
  - JPEG : (L) 5616 × 3744, (M) 4080 × 2720, (S) 2784 × 1856
  - RAW : (RAW) 5616 × 3744, (sRAW1) 3861 × 2574, (sRAW2) 2784 × 1856
- Vidéo : PAL ou NTSC, HD 1920×1080 (16:9) à 24, 25 et 30 im./s, SD 640×480 (4:3) à 25 ou 30 im./s, compression MPEG-4 AVC/H.264
- Viseur : Pentaprisme avec couverture d'image 98 % et correcteur dioptrique intégré de –3,0 δ à +1,0 δ
- Mode visée directe (Live View) avec couverture 100 % et 30 im./s
- Mise au point automatique : 9 collimateurs visibles et 6 collimateurs d'assistance non visibles
- Mesure lumière : Mesure TTL à pleine ouverture sur 35 zones, évaluative couplée aux collimateurs AF, sélective 8 %, Spot centrée 3,5 %, Moyenne à prédominance centrale, ±3 crans par incréments de 1/2 ou 1/3 (combinable avec le bracketing d'exposition automatique), mémorisation d’exposition
- Équilibre des blancs : Auto par le capteur + 1 réglage enregistrable
- Espaces colorimétriques : sRVB et Adobe RVB
- Obturateur : 30 s à 1/8000 s (par incréments d'1/3), pose longue (bulb) + Synchro-X maxi flash 1/200 s
- Modes : Auto (photos et vidéos), auto créatif, exposition automatique, priorité à la vitesse, priorité à l'ouverture, manuel (photos et vidéos), 3 modes personnalisés
- Motorisation : Max. environ 3,9 im./s (cadence maintenue jusqu'à 78 images (JPEG), (310 avec carte UDMA), 13 images (RAW))
- Sensibilité : Auto (100 à 3200 ISO), Manuel 100 à 6400 ISO (par paliers d'1/3 ou d'une valeur), extensible de L 50 ISO à H1 12 800 ISO et H2 25 600 ISO
- Mesure flash : Flash auto E-TTL II, manuel, ±2 IL par incréments de 1/3
- Affichage : TFT Clear View 3 pouces, environ 920 000 points, couverture 100 %
- Enregistrement : CompactFlash Type I/II (compatible Microdrive et UDMA), stockage externe avec le WFT-E4
- Dimensions : 152 × 113,5 × 75 mm
- Poids : 810 g (boîtier uniquement)
- Alimentation : accumulateur lithium-ion rechargeable LP-E6
- Autonomie : Environ 850 déclenchements à 23 °C et 750 à 0 °C pour une batterie LP-E6 complètement chargée
- Poignée (Batterie grip) BG-E6 optionnelle, comprenant une poignée pour la tenue verticale, un déclencheur, une roue de contrôle, et contenant deux batteries Li-Ion ou des piles au format AA.

## Utilisations notoires

### Photos
- L'EOS 5D mark II a été utilisé dans le cadre du projet « Paris 26 Gigapixel », réalisation d'un plan panoramique provenant de l'association de 2350 photos réalisées par ce boîtier[3].
- L'EOS 5D mark II est le premier appareil photo numérique utilisé pour réaliser le portrait officiel d'un président américain : Barack Obama. Le portrait a été réalisé en janvier 2009 par Pete Souza[4].

### Vidéo
- Le dernier épisode de la saison 6 de la série Dr House a été entièrement tourné avec cet appareil photo numérique. Le but était de prouver que la qualité de ces appareils était telle qu'il était possible de tourner des séries professionnelles avec, et était surtout un gros coup publicitaire pour le fabricant.
- Il est également utilisé pour le tournage de longs métrages commerciaux, tels Y'en aura pas de facile de Marc-André Lavoie (2010), Rubber de Quentin Dupieux alias Mr. Oizo (2010), La guerre est déclarée de Valérie Donzelli (2011), Frankenweenie de Tim Burton (2012), Félix et les Loups de Philippe Sisbane (2014), ainsi que certains plans et scènes de Black Swan (2010) de Darren Aronofsky.
- C’est le seul appareil employé pour la réalisation du film uruguayen The Silent House, tourné en 2010 en quasiment une seule prise.
- Le documentaire Hell and Back Again a été entièrement tourné avec ce boitier.
- Le réalisateur franco-suisse Jean-Luc Godard a utilisé un 5D Mark II pour le tournage de Film Socialisme en 2010, et de son dernier long métrage Adieu au langage récompensé du Prix du Jury à Cannes le 24 mai 2014[5],[6].
- Quelques plans ont été tournés avec le Canon 5D Mark II dans le film Drive de Nicolas Winding Refn (2011)[7]
- Le film d'animation en stop-motion L'Étrange Pouvoir de Norman a intégralement été réalisé avec cet appareil.